# Tułoma (miejscowość)
Tułoma (ros. Тулома) – wieś w Rosji, w obwodzie murmańskim, w rejonie kolskim. W 2010 liczyła 1991 mieszkańców.